# Помароло
Помаро̀ло (на италиански: Pomarolo) е малко градче и община в Северна Италия, автономна провинция Тренто, автономен регион Трентино-Южен Тирол. Разположено е на 206 m надморска височина. Населението на общината е 2201 души (към 2015 г.).